# Hamilton (Alabama)
Pour les articles homonymes, voir Hamilton.
La ville de Hamilton est le siège du comté de Marion, dans l'État de l'Alabama aux États-Unis.
Selon le recensement de 2010, sa population est de 6 885 habitants. La municipalité s'étend sur 38,08 milles carrés (98,63 km2).
La ville s'est d'abord appelée Tool Gate car il s'agissait d'une porte de péage sur la route entre La Nouvelle-Orléans et Washington. Elle est par la suite renommée en l'honneur du capitaine A.J. Hamilton, sur les terres duquel elle fut fondée en 1819. Hamilton devient le siège du comté de Marion en 1881.

## Démographie
| 1900 | 1910 | 1920 | 1930 | 1940  | 1950  | 1960  | 1970  |
| ---- | ---- | ---- | ---- | ----- | ----- | ----- | ----- |
| 235  | 422  | 487  | 695  | 1 002 | 1 623 | 1 934 | 3 088 |

| 1980  | 1990  | 2000  | 2010  | - | - | - | - |
| ----- | ----- | ----- | ----- | - | - | - | - |
| 5 093 | 5 787 | 6 786 | 6 885 | - | - | - | - |